# Stefan Schmitt (Fußballspieler)
Stefan Schmitt (* 26. Juni 1961 in Neckargemünd) ist ein ehemaliger deutscher Fußballspieler.

## Sportlicher Werdegang
Schmitt begann seine Karriere bei der SpVgg Neckargemünd, über den VfB Eberbach kam er zum TSV Handschuhsheim. 1985 wechselte er in die Oberliga Baden-Württemberg zur SGK Heidelberg. Hier bestritt der Stürmer in der Spielzeit 1985/86 alle 36 Ligaspiele und platzierte sich mit 22 Saisontoren mit zwei Treffern Rückstand auf Herbert Anderer vom Offenburger FV an zweiter Stelle der Torschützenliste.
Daraufhin nahm ihn zur Saison 1986/87 der Bundesligist VfB Stuttgart unter Vertrag, wo er zur Mannschaft um Fritz Walter und Jürgen Klinsmann stieß. Sein erstes Bundesligaspiel bestritt er am 8. August 1986, als er bei der 2:3-Auswärtsniederlage gegen den SV Waldhof Mannheim in der 86. Minute für Predrag Pašić eingewechselt wurde. In der restlichen Saison bestritt er weitere dreizehn Bundesligaspiele und eine Europapokalpartie. Nachdem er in der Folgesaison nur einmal zum Einsatz gekommen war, wechselte er im Januar 1988 zurück in die Oberliga und schloss sich dem SV Sandhausen an. Nachdem ihm in anderthalb Jahren in der Meisterschaft insgesamt nur sechs Tore gelungen war, kehrte er in der Oberliga-Spielzeit 1989/90 zu alter Torgefahr zurück. Mit 18 Saisontoren wurde er Dritter der Torschützenliste, einzig Rifat Kolašinac vom VfB Gaggenau und der seinerzeit in Diesten des SSV Reutlingen stehende ehemalige Zweitligaprofi Hermann Rudolf übertrafen ihn mit 24 bzw. 22 Saisontoren. In der folgenden Spielzeit erzielte er nochmals zehn Treffer, ehe er unter dem neu verpflichteten Trainer Slobodan Jovanić im Laufe der Oberliga-Spielzeit 1991/92 ins zweite Glied rückte.
Heute ist Schmitt als Zahnarzt in eigener Praxis in Eschelbronn tätig.